# Gróf Széchenyi (hajó)
A Gróf Széchenyi (korábban Stadt Passau) egy STADT PASSAU típusú (egyedi gyártmány, két modell épült csak) típusú dízel-elektromos oldalkerekes személyhajó. Nevét eredetileg testvérhajójával, az MS Stadt Wiennel párban kapta, amelyet 2006-ban változtattak Gróf Széchenyi-re. A hajó 2023-ig az egyetlen, a Duna magyarországi szakaszán közlekedő oldalkerekes személyhajó volt és a mai napig a legnagyobb ilyen hajó.

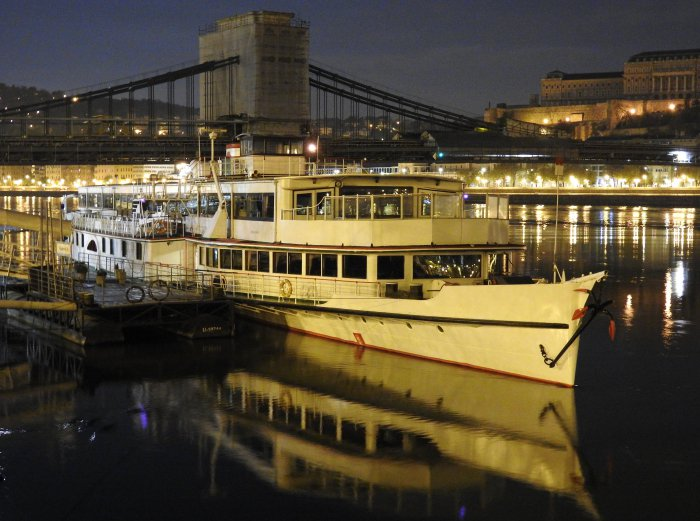
Gróf Széchenyi Rendezvényhajó

## Paraméterei
| Építés éve:               | 1937-1940 |
| Gyár:                     | DDSG / DGT (Erste Donau-Dampfschiffahrts-Gesellschaft / Első Duna-Gőzhajózási Társaság) Werft Korneuburg, Ausztria |
| Legnagyobb hossz:         | 77,7 m |
| Hossz a függélyek között: | 76,00 m |
| Legnagyobb szélesség:     | 16,20 m |
| Szélesség a főbordán:     | 8,40 m |
| Oldalmagasság:            | 2,70 m |
| Legnagyobb merülés:       | 1,55 m |
| Vízkiszorítás:            | 650 t |
| Főgép típus:              | Sulzer diesel / BrownBoweri generátor                                                                              |
| Főgép teljesítmény:       | 2x460 LE |

Eredetileg 24 kabinos kialakítással éjszakai utazáshoz a Duna Bécs és Passau közötti szakaszán.

## A hajó története

### Összefoglalás
Üzemelt 1940 és 1942 között, amikor leállt a működése a II. világháború miatt. A szolgálatot a háború után folytatta, egészen a vonal 1985-ös bezárásáig, majd az újraindítás alatt 1991 és 1995 között.
1996-os visszavonulását követően a Stadt Passau a névadó német városának, Passaunak (H. Dorn, Passau) a birtokába került és éveket töltött annak kikötőjében.
Földi Kornél magyar hajós vállalkozó, a Zsófia Főhercegné akkori tulajdonosa, jelképes összegért vásárolta meg azzal a feltétellel, hogy felújítja a hajót és Budapest és Passau között fog szolgálatot teljesíteni.
A hajót 2001 augusztusában Budapestre szállították. 2002-ben a komáromi hajógyárba szállították esztétikai és műszaki, gépészeti felújításra. A Stadt Passau-t 2006 december 18.-án Gróf Széchenyi-re nevezte át tulajdonosa. A hajót igen magas minőségben újították fel, fedélzetén különleges, a hajóra tervezett padlószőnyeg fogadja a vendégeket. A korábbi kabinok átalakításra kerültek, elsősorban raktárak és konyha kerültek kialakítása a helyükön. A hajó középső fedélzetén jelenleg két rendezvényterem (Lánchíd és Akadémia termek) találhatóak, míg a felső emeleten egy különleges csillárral díszített lépcsősor, egy egybefüggő, 200 fő befogadóképességű rendezvényterem és összesen 4 különálló terasz (orr, far és két oldalsó terasz) találhatóak. A korábbi kialakításhoz képest jelentős változás, hogy a hajót "egy kormányállásosra" alakították. Míg korábban egy középen található, süllyesztett kormányállásból és két oldalsó "viharkabinból", két hajóvezető együtt kellett, hogy vezesse a hajót, addig most a kor kívánalmainak megfelelően egy, középen elhelyezett és megemelt kormányállásból irányíthatóak mind a motorok, a lapátkerekek és  a kormánylapát is.

### Előfutárok: DDSG Óbudai gőzhajók
A Gróf Széchenyi építését egy sor, dízel-elektromos oldalkerekes személyhajó előzte meg a DDSG óbudai gyárában, ami tisztán kivehető a hajó kialakításából.
Az első, prototípusnak szánt sorozatot 1853-ban építették. A HILDEGARDE-osztályból manapság csak Johann Strauss (ex-Grein, ex-Carl Ludwig) üzemel, sajnálatos módon a a Ferdinand Max, a Josef Carl, a Hildegrade és az Elisabeth mind megsemmisültek. A Habsburgok trónfosztását követően a hajókat átnevezték: a Carl Ludwig-ból Grein, a Josef Carl-ból Tulln lett. A Grein és a 

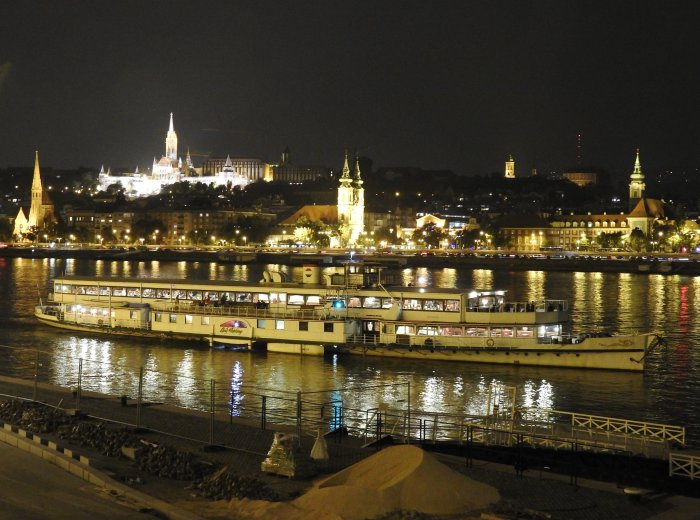
Gróf Széchenyi Rendezvényhajó

Tulln 1919-ben összeütköztek, a Tulln elsüllyedt, a balesetnek pedig több halálos áldozata is volt. 1950-ben a Grein megkapta az elbontott Johann Strauss (ex-Erzherzog Franz Ferdinand, 1913) olajtüzelésűvé alakított gőzgépét és nevét. 2018 óta Révkomáromban áll.
A második sorozatot, a BUDAPEST-osztály hajóit 1912-ben építették Óbudán (Budapest, Wien, Schönbrunn), közülük ma már ugyancsak egy "túlélő", a Schönbrunn maradt, egykor Linz-Bécs-Budapest-Mohács között közlekedtek. 1954-ben átépítették. 1989-1994 között kaszinóhajóként szolgált Budapesten a Lánchíd pesti hídfőjénél, valamivel a Kossuth felett kikötve, a mai Pontoon szórakozóhely környékén. 1995-ben az ÖGEG (Österreichische Gesellschaft für Eisenbahngeschichte – Osztrák Vasúttörténeti Társaság) restauráltatta. A Duna utolsó, működő lapátkerekes, DDSG-gőzhajója 2001 óta újra hajózik: Linzben vendéglőként és múzeumhajóként üzemel, alkalmi nosztalgia-utakat tesz. 2012-ben, építése századik évfordulójára Budapestre látogatott.

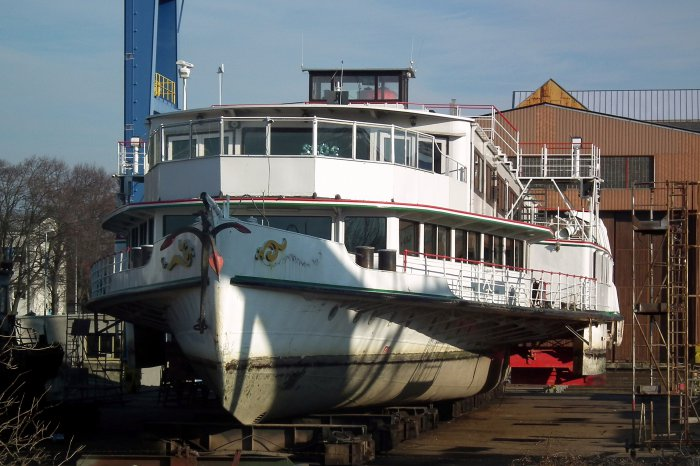
Gróf Széchenyi Rendezvényhajó sóján Révkomáromban

A harmadik sorozat a STERN-osztály négy hajója: Jupiter, Saturnus, Uranus, Helios, a DDSG Budapesten épült legnagyobb személyszállító gőzhajói. Mindegyik hajó megsemmisült. A két világháború között menetrendi gőzhajóként közlekedtek Bécsből, illetve Budapestről az Al-Dunára. A Jupiter 1944 májusában aknára futott és elsüllyedt. Bár kiemelték és  a Duna felső szakaszára vontatták, nemsokára ismét elsüllyedt és az 1945-ben a jugoszlávok általi kiemelési kísérlet közben kettétört.
A Saturnus és az Uranus a II. világháború után Linzben szállodahajóként szolgáltak 1957-ig, amikor is mindkét hajót lebontották. A Helios 1945. április 1-én Hainburgnál elsüllyedt, a szovjetek emelték ki és vitték el hadikárpótlásként. Később Kavkas, majd Don néven üzemeltették. A Don 1965-ig teljesített szolgálatot Moszkva környékén. Kazánprobléma miatt állították félre, majd elsüllyedt a Klyazminsky víztározón. Kiemelési próbálkozás közben kettétört, a helyszínen szétvágták.

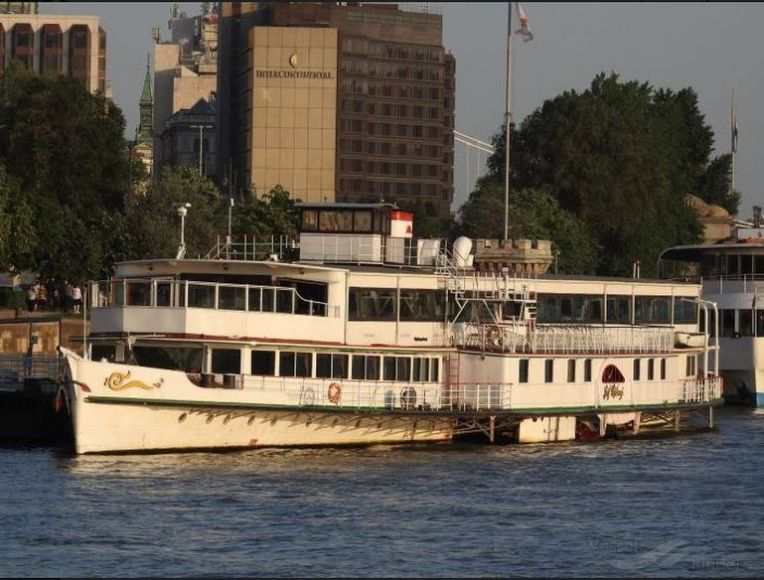
Gróf Széchenyi Rendezvényhajó

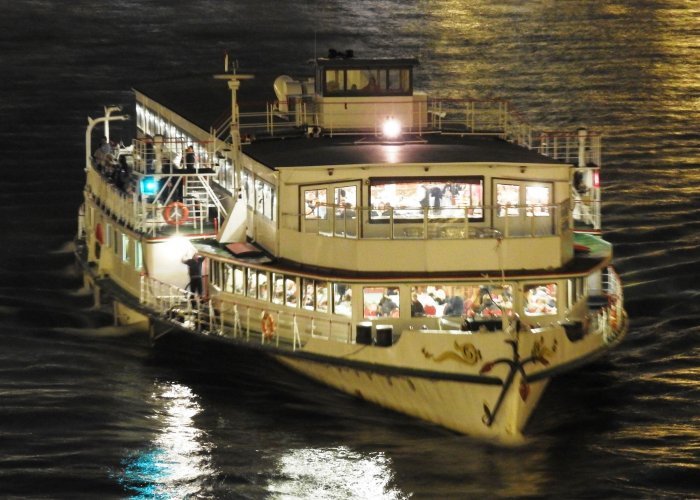
Gróf Széchenyi Rendezvényhajó

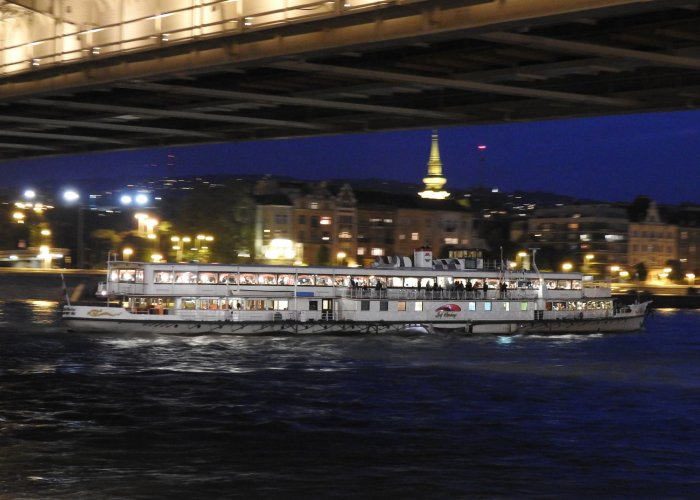
Gróf Széchenyi Rendezvényhajó

### A Stadt Passau megépülése
A fentieket követően csúcsosodott ki a DDSG termes hajóépítési képessége 1939-ben, illetve 1940-ben Korneuburgban, a dízelmotorral hajtott lapátkerekes, 1400 személyes utasszállító óriáshajók megépítésével. A hajók a Schönbrunn mintáját követték, a STERN-osztály három fedélzetes kialakítását a nagy méretek ellenére mellőzték. Bár osztrák  hajókról van szó, formaviláguk mellett a meghajtó-rendszere is Budapestről származik.
Az 1930-as évek közepétől a dunai hajózás újra fellendült, a nyersanyagok szállítása a háborúra készülő Németország részére konjunktúrát teremtett, a megnövekedett áruszállítási igények a 

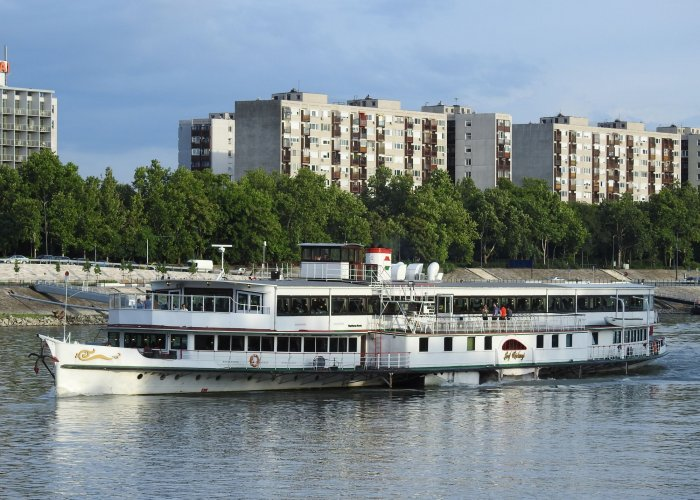
Gróf Széchenyi Rendezvényhajó

hajóflotta korszerűsítését ösztönözték, ami a magyar Ganz Danubius Hajógyár termelésére is kihatott: megindult a dízel üzemű tengeri és folyami motoros hajók sorozatgyártása. Jendrassik György 1924-től vett részt a Ganz Danubius Rt. dízel-programjában. Az első Ganz-Jendrassik motorok 1927-ben készültek el. A motorok kiváló szerkezetét bizonyítja bel- és külföldi elterjedésük, valamint az a tény, hogy a motorokkal kapcsolatos szabadalmakat több külföldi gyár – például a svájci Sulzer, a holland Machinenfabrick Gebr. Stork et Co., a spanyol Hispano–Suiza, az angol Metropolitan–Vickers – is megszerezte. A Ganz Hajógyárban vízrebocsátott 1200 lóerős Széchenyi lapátkerekes vontató (csak névrokon a Gróf Széchenyi exStadt Passaunak) (majd testvére a Baross) volt Európában az első dízel-elektromos meghajtású hajó.

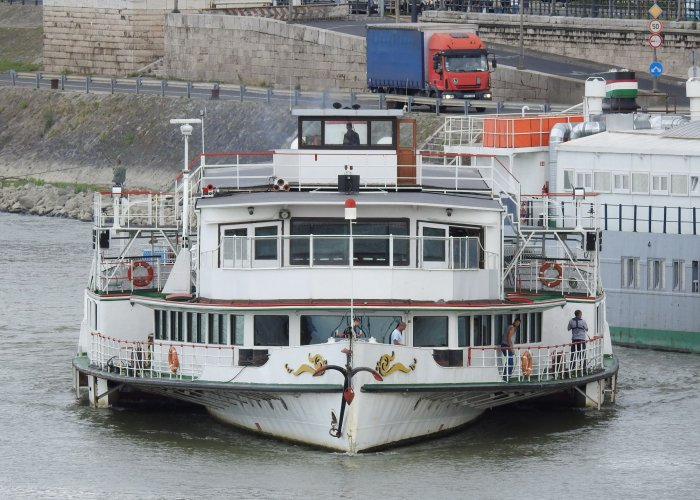
Gróf Széchenyi Rendezvényhajó

### Szolgálat a második világháborúban
A Stadt Wien és a Stadt Passau a második világháborúban kórházhajóként szolgált. A Stadt Wien 1945-ben Tulln mellett bombatalálat következtében elsüllyedt. Kiemelése után mindkét hajó a Linz-Passau útvonalon közlekedett. 1971-ben átépítették őket (mindkét hajó maximális befogadóképességét 860 főre korlátozták). 1992-ban a Stadt Wien géptermében tűz ütött ki. 1993-tól mindként hajó a Bécs-Passau útvonalon közlekedett. A DDSG 1996-os megszűnését követően a Stadt Wient a tullni polgármester, Willi Stift vásárolta meg, a Stadt Passaut pedig előbb Passau önkormányzata, majd 2003-ban Földi Kornél vette meg. A hajót ekkor Budapestre vontatták és megkezdték az átépítését a ma is látható formájára (ekkor tűntek el a nagy, nyitott felső fedélzetrészek). Miután Földi Kornél a Stadt Passau fedélzetén felesége szeme láttára öngyilkos lett, a hajó Ronyai Norberthez került, 2006-tól Gróf Széchenyi néven, jelenleg pedig a Hungária Group érdekeltségébe tartozik (Nosztalgiahajó Kft.).

### A hajó jelenleg
A Gróf Széchenyi Rendezvényhajó Budapest jelenleg egyetlen működő lapátkerekes, kétszintes hajója, amely rendszeresen útnak is indul. Intarziával gazdagon díszített oldalfalak, metszett üvegű bronzcsillárok, egyedi tervezésű padlószőnyeg, fa borítású fedélzet és 400 m2-es konferenciaterem. A vendégek a főfedélzeti folyosóról megcsodálhatják az eredeti gépházat, valamint a működő lapátkerekeket.
2018 óta a Gróf Széchenyi Rendezvényhajó ad otthont a 2000-es évek elején indult Dinner & Cruise™ programnak, így a vendégek az év minden napján megismerkedhetnek a hajóval, ami a Margit híd és a Rákóczi híd közötti útvonalat teszi meg oda-vissza. A hajó privát rendezvényekre és konferenciákra is elérhető, itt került megrendezésre az Agrárközgazdasági Intézet 2023-as halászati konferenciája is, tematikus cateringgel.
2024 óta a Gróf Széchenyi testvérhajója, az MS Stadt Wien mellett van kikötve az Akadémia 2-es dokkban, így Budapest az egész Dunán az egyetlen olyan város, ahol két, közel 100 éves, működőképes, lapátkerekes hajó együtt tekinthető meg.

## Felújítások
| Év        | Felújítás helyszíne | Felújítás részletei                         |
| --------- | ------------------- | ------------------------------------------- |
| ????      | Németország         | Segédgép csere                              |
| 2002-2006 | Komárom (Szlovákia) | Teljes körű felújítás                       |
| 2006      | Komárom (Szlovákia) | Segédgép csere                              |
| 2021      | Komárom (Szlovákia) | Parti szemle, alsó lemezek felújítása       |
| 2023      | Budapest            | Légkondicionáló berendezések újratelepítése |

## Jelenlegi működés
A Gróf Széchenyi jelenleg minden nap üzemel, a Duna budapesti szakaszán teljesít városnéző utakat. Normál útvonala az Akadémia 2-es kikötőből kiindulva a Margit hídig viszi, ahol megfordulva lecsorog a Rákóczi hídig, majd egy újabb forduló után visszatér az Akadémia 2-es kikötőbe. A hajó privát rendezvényekre is elérhető, az Agrárközgazdaságtani Intézet (AKI) 2023-as Halászati konferenciájának helyszínéül szolgált.
A turisztikai szezonban a hajó napi legalább kétszer, egyszer 19:00-kor, egyszer pedig 12:00-kor és/vagy 22:00-kor indul útnak megszokott útvonalán. Az üzemeltető elmondása alapján bővíteni tervezik a Gróf Széchenyi menetrendjét.
Szezonon kívül a hajó napi egy alkalommal, 19:00-kor indul.

A hajó Budapest Kártyával (hivatalos Budapest városkártya) ingyenesen látogatható az alábbiak szerint:
A 1,5 órás dunai sétahajó a főváros történelmi épületei mellett és 6 hídja alatt halad el – a lélegzetelállító panoráma garantált az út során. A nappali kalandon túl akár esti sétahajókázásra is van lehetőséged. Szezonban (május 1. - október 15., illetve december 1. - január 1. között) minden nap 12 és 22 órakor indulnak a hajók, szezonon kívül (január 1. - április 30., illetve október 16. - november 30. között) pedig 19 órakor.

## Kialakítása
A hajó három fedélzettel rendelkezik. Az alsó fedélzeten található egy nagyobb méretű raktár, egy kisebb italraktár, a gépház egy része és a melegítőkonyha. A középső fedélzeten találhatóak a Lánchíd és Akadémia termek, tároló helyiségek, egy hidegkonyha, személyzeti öltözők és a gépház egy része. A felső fedélzeten négy terasz, két étkezőterület, egy félkörív formájú bárpult és a gépház egy része.

## Technikai paraméterek
A különleges, dízel-elektromos hajtáslánc esetén a hajót közvetlenül hajtó gép egyen-, vagy váltakozó áramú villamos motorok, amelyek számára az elektromos energiát dízel-aggregátorok biztosítják. A dízel-elektromos hajtás erő- és hajtógépei közti villamos erőátviteli rendszert elektromos tengelynek nevezik. A Gróf Széchenyi motorjai kétszer 8 hengerrel, 920 lóerővel rendelkeznek.
A turbódízel Sulzer motor oldalvezérelt és felülszelepelt, hengerenként két szeleppel, azaz felhasználja a kipufogógázok energiáját a hengerek feltöltéséhez. A motornál hengerenként mérik a hőmérsékletet és a kipufogógáz hőmérsékletét is. A motorok hengerenkénti közvetlen befecskendezéssel működnek. Az állandó üzemi fordulatszám 500, de már 60-80 fordulat / perctől üzemképes a hajó.
A motorok Brown Boweri generátorokat töltenek: áram hajtja a villanymotorokat, amik nagyméretű áttételen keresztül mozgatják a lapátkerekeket. A hajó teljesítménye kora miatt limitálva van az üzembentartó által, így a hegymeneti sebesség 13-15 km/h, azonban völgymenetben, folyásirányban a sebesség elérheti a 20 km/h-t is.
A hajó fogyasztása 160-180 liter óránként (ez egy modern 20 méter körüli yacht fogyasztásának felel meg). A hűtés kétkörös: a belső körben ivóvíz minőségű a hűtőközeg, amit egy hőcserélőn keresztül hűt a második körben a Duna vize. A segédmotor egy Iveco, amely néhány éve került beépítettésre a már ugyancsak nem eredeti segédmotor helyére az üzembiztonság biztosítása érdekében.